# Castelló y Busa
Castelló y Busa fue un municipio español de la provincia de Lérida.

## Historia
Hacia mediados del siglo XIX, el municipio, que incluía en su término varias parroquias, incluida la de Busa, tenía contabilizada una población de 170 habitantes. Aparece descrito en el sexto volumen del Diccionario geográfico-estadístico-histórico de España y sus posesiones de Ultramar de Pascual Madoz con las siguientes palabras:

CASTELLO Y BUSA: l. con ayunt. en la prov. de Lérida (25 1/2 horas), part. jud. y dióc. de Solsona (5 1/2), aud. terr. y c. g. de Cataluña (Barcelona 24): es un distrito municipal conocido bajo este nombre y compuesto de dos parr., vicaria perpetua y 3 anejos abajo nombrados, los cuales forman otros tantos pequeños cas., con varias fuentes de aguas de buena calidad: estan diseminados por un terreno montuoso, sit. entre los r. Dora y Cardener, estralimitándose este por el O.: es pais muy frio, pero saludable. Tiene 42 casas distribuidas en las mencionadas parroquias y anejos, que se titulan San Cristóbal y San Clemente las dos primeras; esta tiene por aneja la de San Miguel de Marseñgac, á 1/2 hora de su matriz en direccion S., la vicaria en la parte O. se llama Santa Eulalia, á la cual está agregada la igl. de Capdevila, cuyos titulares son los Santos Acisclo y Victoria, á 1/2 por el lado de oriente; existiendo ademas otro anejo llamado Peá, tambien al O., en el que se venera á San Jaime; este es dependiente de la parr. de Torrens, dist. 2 horas: los curatos se proveen por S. M. ó el diocesano segun los meses en que vacan por rigurosa oposicion y en concurso general, y la vicaria es de libre provision del ordinario. Hay aparte de estas parr. y anejos otras 10 capillas esparcidas en toda la jurisd., pero se hallan en casas particulares: una de ellas muy ant., llamada Grau de Escalas, se halla sit. al O. en una profunda hondonada, en el sitio donde existió un conv. de Templarios, del cual se conservan vestigios todavia: últimamente, en la parte de O. hay el famoso santuario de Ntra. Sra. del Hort, notable por la devocion de las gente del pais, por su sit. topográfica y sobre todo por la importancia que ha tenido en la última guerra civil. Se halla sit. sobre un enorme peñasco aislado, en medio de un profundo y espantoso precipicio, subiéndose á él por dos senderos, el uno al N. y el otro al S.: por esta circunstancia puede considerarse como un fuerte inespugnable que cuenta sobre unas 700 varas cuadradas de superficie. Los carlistas fortificaron este punto, que costó mucha sangre conquistar en el año 1836, despues de un largo sitio puesto por el general Mina en el rigor del invierno; y tuvieron que vencerse tantos obstáculos para conducir la artilleria de batir, y luchar á la vez con los elementos y con las fuerzas de su ejército, que reunidas alrededor del campamento hostilizaban á las tropas de la Reina, que bien puede asegurarse que todas estas causas reunidas ocasionaron mas víctimas que las que podian ofrecer la toma de una plaza de primer órden. A este hecho memorable concurrió la bizarra milicia nacional de Barcelona, que compartió co el mayo sufrimiento las fatigas y peligros de este sitio; habiéndose hecho acreedora á la estimacion y aprecio del pais, y á la participacion de un triunfo que indudablemente hubiera dado por resultado su pacificacion, si la salud del insigne general y otras circunstancias desconodias, le hubiesen permitido continuar personalmente las operaciones que proyectaba. La crueldad de los sitiados, egercida á vista de los sitiadores contra algunos infelices prisioneros, y a las fatales esccenas á que dió lugar, ocuparán una página tan triste como sangrienta en la historia de la revolucion española. Reedificado el santuario en 1837, fué destruido despues en 1840, habiendo quedado tan solo la fundada esperanza de que será restablecido por la piedad de los devotos. El term. confina N. con los de Quixés y Sisquer; E. Valldora y Capulat; S. Navés y Besora, y O. Torrens y Quixés; estendiéndose por los cuatro puntos como cosa de 3 horas: cruzan por él los espresados r. Cardener y Dora; aquel al O., al cual atraviesan 2 puentes de piedra de un solo arco llamados de Vallonga y Peá, y este al oriente, cruzado por pontones: sus cáuces son muy profundos. por cuyo motivo no pueden utilizarse sus aguas. El terreno es todo montuoso, áspero y lleno de barrancos; hallándose en todas direcciones montes poblados de pinos, robles y matorrales; distinguiéndose como el mas elevado el llamado de Busa. (V. el art. de este punto), el cual todos los años suele cubrirse de nieve una vara. Desde él alcanza la vista hasta el Mediterráneo, observándose á veces tempestades que descargan rayos y granizo en abundancia debajo del mnte, mientras los hab. de arriba disfrutan de un cielo hermoso y despejado. Los caminos son transversales y bastante malos, conduciendo los principales á Berga, Cardona y Solsona: la correspondencia se recibe de la carteria de San Lorenzo de Moruny, por cuenta de los interesados. prod.: trigo, vulgarmente llamado blat gros, centeno, avena, escaña, alguna legumbres queso, abundantes patatas y pastos; siendo su principal cosecha la del trigo y centeno; se cria ganado lanar, cabrio, vacuno y de cerda, el primero es el preferido; hay caza de perdices y liebres, y pesca de alguna trucha. ind.: un molino harinero de propiedad particular y de una sola muela, movido por el agua del Dora, y una máquina de aserrar madera llamada Molina, impulsada por el Cardener. comercio: se estraen muchas patatas y algun trigo, y se importa vino, aceite y varios otros art. de consumo. pobl.: 28 vec., 170 alm. cap. imp.: 69,335 rs. contr.: el 14'28 por 100 de esta riqueza. presupuesto municipal: 2,000 rs. que se cubren por reparto vecinal.
(Madoz, 1847, p. 109)

El municipio de Castelló y Busa desapareció de cara al censo de 1857, al incorporarse al de Navés. Existe hoy día en el municipio de Navés la entidad singular de población de Busa.